# Hrhov
Hrhov (węg. Tornagörgő) – wieś (obec) w powiecie Rożniawa w kraju koszyckim na Słowacji. Powierzchnia 36,08 km². W 2011 roku liczyła 1137 mieszkańców, z czego 82,6% stanowili Węgrzy, a 13,7% Słowacy.

## Położenie
Leży w środkowej części długiej Kotliny Turniańskiej, przy jej północnym skraju, u południowych podnóży stromych stoków Płaskowyżu Górnego Wierchu. Centrum wsi leży na wysokości 216 m n.p.m. Od wieków zaopatrzenie w wodę mieszkańców zapewnia znajdujące się tuż nad wsią wywierzysko (słow. Hrhovská vyvieračka).
Przez wieś biegnie ważna droga krajowa nr 50 z Rożniawy do Koszyc oraz analogiczna linia kolejowa.

## Historia
Obecność człowieka na terenach dzisiejszego Hrhova w okresie prehistorycznym dokumentują liczne znaleziska z epoki kamiennej, epoki brązu, z czasów kultury lateńskiej, a następnie z okresu rzymskiego. Pochodzą one ze wzgórz Veľký Paklán (267 m n.p.m.) i Hradisko (334 m n.p.m.), z jaskiń na południowym skraju Płaskowyżu Górnego Wierchu (Oltárna jaskyňa, Veterná diera, Ženska jaskyňa i Povalova jaskyňa) oraz z osadów trawertynowych w samej wsi.
Początki dziejów wsi sięgają zapewne połowy XIII w. Według bardzo żywej w tym rejonie tradycji w Hrhovie miał się schronić w 1241 r. węgierski król Bela IV po porażce z Tatarami w bitwie na równinie Mohi.
Pierwotnie należała (jako wieś służebna) do królewskiego grodu Turňa. Majątkiem królewskim była jeszcze w 1345 r., jednak najpóźniej od 1381 r. należała już do szlacheckiego rodu Bebeków z Pleszywca. W ich rękach znajdowała się aż do wymarcia rodu w 1567 r. Przez następnych 60 lat należała do Zápolyów, a następnie do Esterházych.

## Gospodarka
Mieszkańcy wsi zajmowali się głównie rolnictwem, później również wydobyciem torfu. Eksploatacja trawertynu (tzw. hrhovská tufa – węg. darázskő) w obszarze wywierzyska zapewniała budulec na większość obiektów we wsi. Po II wojnie światowej rozwinęło się sadownictwo i uprawa warzyw, podjęto uprawę winorośli. Stawy rybne o pow. 280 ha, utworzone na południe od wsi (Hrhovské rybníky), umożliwiają hodowlę ryb.